# Jes Bertelsen
Jes Bertelsen (* 27. März 1946 in Aalborg, Dänemark) ist ein dänischer Bewusstseinsforscher und Autor zahlreicher Bücher.
Jes Bertelsen studierte an der Universität Aarhus, Dänemark, wo er von 1970 bis 1982 selbst Unterricht erteilte. Bertelsen erlangte 1974 den philosophischen Doktorgrad dr. phil. des Ideengeschichtlichen Instituts der Universität Aarhus. Heute leitet er das Vækstcenter (Wachstumszentrum) in Nørre Snede, Jütland, Dänemark, das er 1982 gemeinsam mit Hanne Kizach gründete. In seinem Unterricht bemüht er sich um eine Synthese von östlichen und westlichen spirituellen Erkenntnissen und Praxisformen im Lichte modernen psychologischen und philosophischen Denkens.
Sein Werk umfasst 19 Bücher, von Kategori og afgørelse – Strukturer i Kierkegaards tænkning (Kategorie und Entscheidung – Strukturen in Kierkegaards Denken) (1972) bis zu Dzogchenpraksis (2003) – deutsch: Dzogchenpraxis (2006). Seine Dissertation über Kierkegaard, Jung und Kant erschien 1974 unter dem Titel Ouroboros – en undersøgelse af selvets strukturer (Ouroboros – Eine Untersuchung der Strukturen des Selbst). Im Brennpunkt seiner späteren Bücher stehen die Themen Tiefenpsychologie, Selbstentwicklung und meditative Praxis.
1989 begegnete Jes Bertelsen dem tibetischen Lehrer Tulku Urgyen. Diese Begegnung spiegelt sich wider in seinen späteren Büchern sowie in seinem Unterricht, der sich mehr und mehr auf meditative Praxisformen konzentriert. Eine weitere Quelle der Inspiration für Jes Bertelsen ist die Tradition des Herzgebets in der Ostkirche, wie sie sich u. a. auf dem Athos in Griechenland entfaltet.

## Bibliografie
- Kategori og afgørelse: strukturer i Kierkegaards tænkning (Kategorie und Entscheidung: Strukturen in Kierkegaards Denken), 1972.
- Ouroboros. En undersøgelse af selvets strukturer. [„Ouroboros. Eine Untersuchung der Strukturen des Selbst“] Viborg 1974, ISBN 87-418-4014-3. Zugleich Dissertation Humanistische Fakultät Aarhus 1973.
- Individuation (Individuation), 1975, ISBN 87-418-3521-2.
- Tiefenpsychologie,
  1. Fødselstraumets psykologi (Die Psychologie des Geburtstraumas), 1978, ISBN 87-418-4768-7.
  2. Genfødelsens psykologi (Die Psychologie der Wiedergeburt), 1979, ISBN 87-418-4930-2.
  3. Den vestlige meditations psykologi (Die Psychologie westlicher Meditation), 1980, ISBN 87-418-2811-9.
  4. En østlig meditationspsykologi (Eine östliche Meditationspsychologie), 1983, ISBN 87-418-5249-4.
- Drømme, chakrasymboler og meditation, 1982, ISBN 87-418-1070-8; deutsch: Traumarbeit und Meditation, 1988, ISBN 3-466-34187-6.
- Højere bevidsthed, (1983), ISBN 87-418-6926-5; deutsch: Höheres Bewusstsein, 1993, ISBN 3-85914-371-9.
- Energi og bevidsthed (Energie und Bewusstsein), 1984, ISBN 87-418-7320-3.
- Kvantespring – en bog om kærlighed (Quantensprünge – ein Buch über die Liebe), 1986, ISBN 87-418-7901-5.
- Selvets virkelighed (Die Wirklichkeit des Selbst), 1988, ISBN 87-418-8489-2.
- Indre tantra – tantrisk enhed: reetablerede meditative anvisninger (Inneres Tantra – tantrische Einheit: Retablierte meditative Anweisungen), 1989, ISBN 87-418-8844-8.
- Kristusprocessen (Der Christusprozess), 1989, ISBN 87-418-8937-1.
- Bevidsthedens befrielse – ved meditativ indsigt i bevidsthedens kilde, 1991, ISBN 87-418-6211-2; deutsch: Befreiung des Bewusstseins – durch meditative Einsicht in seine Quelle, 1994, ISBN 3-85914-242-9.
- Nuets himmel (Der Himmel des Jetzt), 1994, ISBN 87-21-00193-6.
- Hjertebøn og ikonmystik – kristen praksis fra korsfæstelse til forklarelse Herzgebt und Ikonenmystik  – Christliche Praxis von der Kreuzigung zur Verklärung, 1996, ISBN 87-21-00365-3.
- Bevidsthedens inderste: dzogchen, 1999, ISBN 87-7357-761-8; Das Innerste des Bewusstseins: Dzogchen, 2006, ISBN 3-9807536-6-2.
- Dzogchenpraksis – som bevidsthedsvidde, 2003, ISBN 87-621-0434-9; deutsch: Dzogchenpraxis als Bewusstseinsweite, 2006, ISBN 3-9807536-7-0.
- Bevidsthedens flydende lys – betragtninger over begrebet apperception hos Immanuel Kant og Longchenpa, 2008, ISBN 87-638-0780-7.